# Chobin/Superboy Shadaw
Chobin/Superboy Shadaw è un singolo del gruppo Il Mago, la Fata e la Zucca Bacata, pubblicato nel 1982.

## Tracce
1. Chobin – 2:58 (testo: Franco Migliacci – musica: Mauro Goldsand, Aldo Tamborelli)
2. Superboy Shadaw – 3:23 (testo: Franco Migliacci – musica: Mauro Goldsand, Aldo Tamborelli)

## Descrizione
Sono due brani musicali scritti da Franco Migliacci su musica e arrangiamento di Mauro Goldsand e Aldo Tamborelli, interpretati dal gruppo Il Mago, la Fata e la Zucca Bacata, come sigla dell'anime omonimo il primo e dell'anime La Spada di Luce il secondo.